# Bernières-le-Patry
Bernières-le-Patry (Ausspracheⓘ) ist eine ehemalige französische Gemeinde mit zuletzt 560 Einwohnern (Stand: 1. Januar 2013), den Bernièrois, im Département Calvados in der Region Normandie.
Am 1. Januar 2016 wurde Bernières-le-Patry im Zuge einer Gebietsreform zusammen mit 13 benachbarten Gemeinden als Ortsteil in die neue Gemeinde Valdallière eingegliedert.

## Geografie
Bernières-le-Patry liegt rund 10 Kilometer ostsüdöstlich von Vire-Normandie am Flüsschen Diane.

## Bevölkerungsentwicklung
| Jahr                             | 1793  | 1836  | 1876  | 1926 | 1946 | 1968 | 1990 | 2013 |
| Einwohner                        | 1.464 | 1.510 | 1.268 | 761  | 712  | 658  | 485  | 560  |
| Quelle: Cassini, EHESS und INSEE |       |       |       |      |      |      |      |      |

## Sehenswürdigkeiten
- Kirche Saint-Gerbold aus dem 19. Jahrhundert
- Schloss aus dem 19. Jahrhundert, seit 2005 Monument historique[3]